# Mezquita de Taluksangay

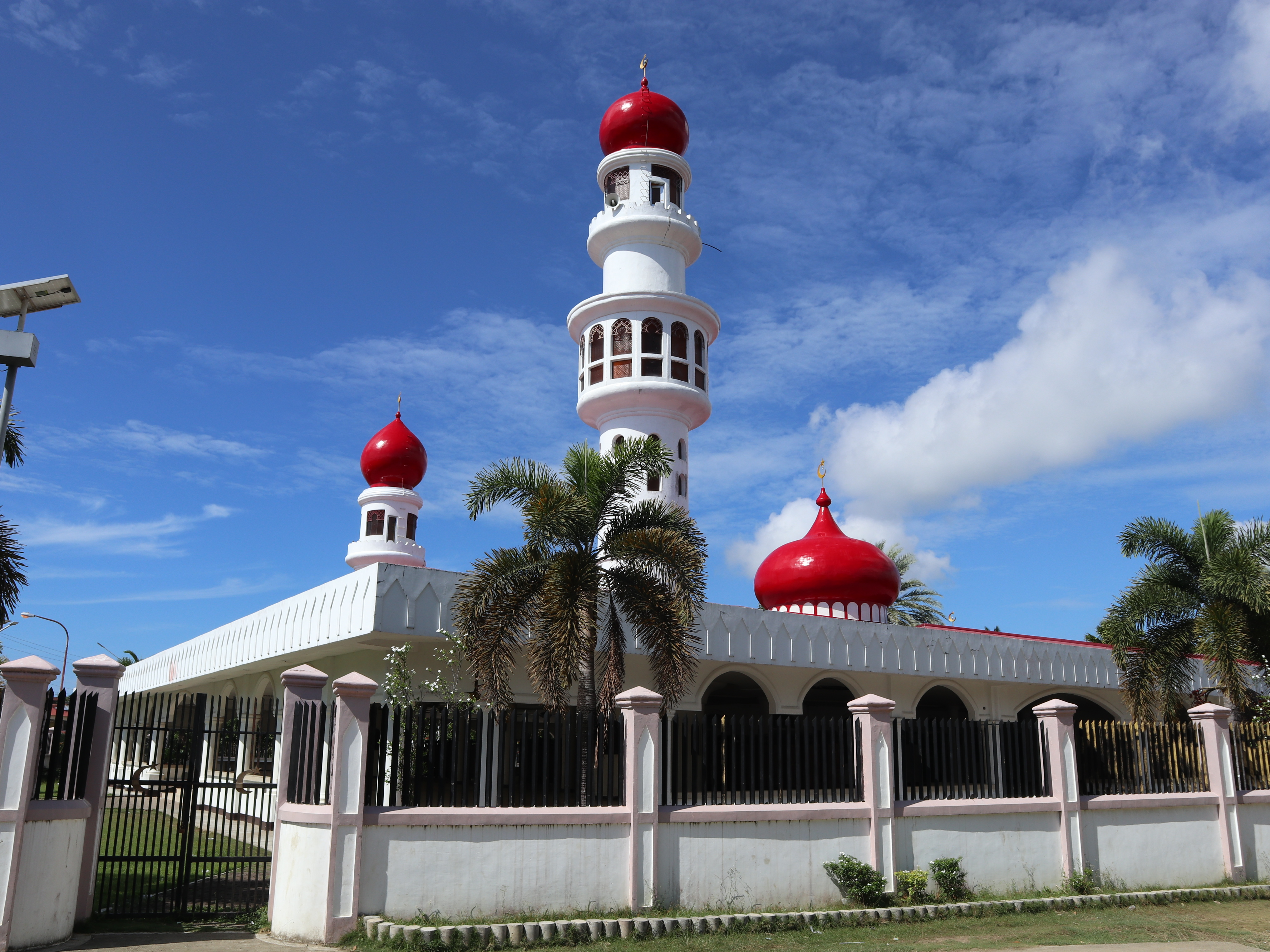
Mezquita Taluksangay, ciudad de Zamboanga, Filipinas 2023

La Mezquita de Taluksangay fue construida por Hadji Abdullah Maas Nuno en 1885 en el barangay de Taluksangay, Zamboanga, en la isla de Mindanao al sur de Filipinas. Es la mezquita más antigua de Mindanao Occidental.
Taluksangay fue el primer centro de propagación islámica en la península de Zamboanga. Los misioneros religiosos musulmanes de Arabia, India, Malasia, Indonesia y Borneo acudieron en masa a este pueblo. Un representante del Sultán de Turquía (Sheik -Al Islam) visitó este lugar en la parte final de 1914. Con la aparición del MNLF (Frente Moro de Liberación Nacional) y un conflicto militar en 1973, los miembros del Comité Cuatripartito, los generales Fidel V. Ramos y Romeo Espino, visitaron la aldea Taluksangay. Incluso en la parte más dura del problema durante los años 70, los turistas seguían llegado a este pueblo histórico.
La mayoría de los habitantes de Taluksangay son musulmanes descendientes de Sama Banguingui que son recordados en la historia como piratas del sudeste de Asia, y que nunca fueron conquistados.